# Maurice Feltin
Maurice Feltin, né le 15 mai 1883 à Delle (territoire de Belfort) et mort le 27 septembre 1975 dans le 7e arrondissement de Paris, est un ecclésiastique français — évêque de Troyes, archevêque de Sens, de Bordeaux puis de Paris — fait cardinal en 1953.

## Biographie

### Carrière ecclésiastique
Fils de Charles Feltin et de Marie Haas, Maurice Feltin, après des études classiques chez les bénédictins de Mariastein réfugiés à Delle, puis chez les jésuites de Lyon, reçoit sa formation philosophique et théologique au séminaire de Saint-Sulpice de Paris et est ordonné prêtre le 3 juillet 1909. Jusqu'en 1927, il exerce son ministère dans le diocèse de Besançon.
Âgé de 31 ans quand éclate la Première Guerre mondiale, il sert comme sergent à la 7e section du groupe des brancardiers du 7e Corps d'Armée. Il est « remis » caporal à sa demande le 5 avril 1916 et transféré au 174e régiment d'infanterie. Il est de nouveau nommé sergent le 24 octobre 1916. Il est évacué pour maladie du 7 mars au 13 avril 1917. Il est démobilisé en 1919 et reçoit de nombreuses décorations militaires. Il est décoré de la médaille militaire, de la croix de guerre 1914-1918 et de la Légion d'honneur.
En 1927, le pape Pie XI le nomme évêque de Troyes où il érige canoniquement les Dominicaines missionnaires des campagnes. En 1932, il est nommé archevêque de Sens, en 1935 archevêque de Bordeaux où il incite l'électorat de son diocèse à voter pour les candidats du Front populaire[réf. nécessaire] mais se soumet au régime de Vichy. 

### Sous l'Occupation
Archevêque de Bordeaux lorsqu'éclate la Seconde Guerre mondiale, il se rallie au maréchal Pétain. Il approuve ainsi la Charte du travail, à laquelle il recommande de participer. Partisan d'un modèle social corporatiste, il invite ses séminaristes à partir pour le Service du travail obligatoire (STO). Cependant, il reste  patriote[évasif] et, sous l'influence du pasteur Marc Boegner, refuse l'antisémitisme[réf. nécessaire]. Il participe à la déclaration des évêques de France du 17 février 1944 qui condamne : « les appels à la violence et les actes de terrorisme, qui déchirent aujourd'hui le pays, provoquent l'assassinat des personnes et le pillage des demeures ».
À la Libération, il fait partie des prélats que le gouvernement souhaiterait voir écartés pour leur attitude jugée conciliante envers le Régime de Vichy.

### Après-guerre
En 1949, il est nommé archevêque de Paris. À partir de cette date, son épiscopat est surtout marqué par son soutien à l'Action catholique et par sa préoccupation de l'apostolat en banlieue et dans les quartiers populaires.
En 1950, il accepte la présidence de Pax Christi, mouvement catholique international pour la paix et en devient le 1er président. Le 9 avril, jour de Pâques, c'est lui qui officie en tant qu'archevêque de Paris lors de la messe pontificale à Notre-Dame interrompue par le faux dominicain Michel Mourre et quelques comparses venus de Saint-Germain-des-Prés dont Serge Berna, auteur du violent discours lu en chaire proclamant la mort de Dieu et passé à la postérité sous le nom de  « Scandale de Notre-Dame ». Ce même Berna qu'il retrouve quelque temps après le dimanche 18 juin, toujours entouré d'amis lettristes du Soulèvement de la Jeunesse, venus perturber la célébration de « l'hommage à sainte Thérèse » présidé par l'archevêque de Paris se déroulant à l'Œuvre des orphelins-apprentis d'Auteuil. 
Pie XII le crée cardinal en 1953 avec le titre de cardinal-prêtre de Santa Maria della Pace. Il prend parti en faveur de Joseph Colomb lors de l'affaire du catéchisme Colomb. 
En 1954 et en 1959, il prend la défense du mouvement des prêtres ouvriers, lancé dans les années 1940 par Jacques Loew, sous réserve d'un encadrement de l'Église locale mais s'oppose à un refus de la part du Saint-Siège, qui sera cependant levé en 1965 sous Paul VI.

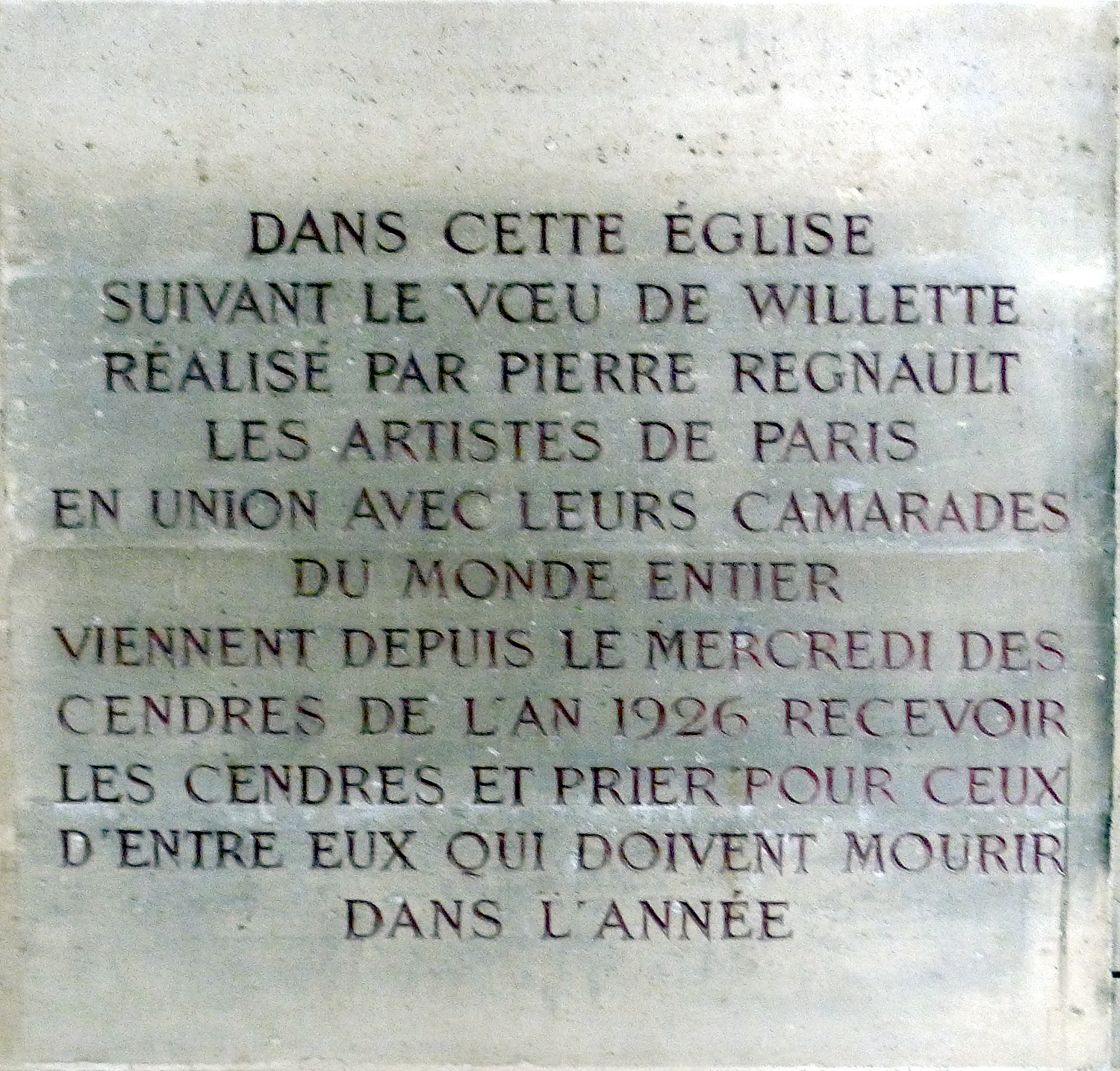
Plaque dans l'église Saint-Germain-l'Auxerrois de Paris

Le 7 février 1951, il est présent à la bénédiction d'une plaque commémorative en l'église Saint-Germain-l'Auxerrois, par le nonce apostolique Angelo Roncalli, pour le souvenir du vœu de Willette, réalisé par Pierre Regnault le mercredi des Cendres 1926 avec l'Union des catholiques des beaux-arts.
En 1952, il obtient un sursis à l'abbé Jean Boulier, intellectuel catholique de gauche engagé, parmi les fondateurs du Mouvement de la paix, accusé de « philocommunisme » et réduit à l'état laïc. Boulier avait soutenu le quotidien de gauche Ouest-Matin, qui avait publié la lettre du soldat Alexandre Lepan, accusant les troupes françaises d'avoir commis un certain nombre d'atrocités lors de la Guerre d'Indochine. Selon lui, son ancien chef de bataillon, Clauzon, commandant le 22e régiment d'infanterie coloniale, poussait ses hommes au meurtre et au pillage. Dix ans plus tard, Boulier sera définitivement privé du droit d'exercer ses fonctions de prêtre en 1962 en raison de son étude laudative sur l'hérésiarque Jan Hus.
Le 23 décembre 1953, il introduit le procès en béatification d'Élisabeth de France, sœur du roi Louis XVI.
En juin 1962, il rend facultatif le port de la soutane et autorise le port du clergyman,.
En 1963, il refuse les obsèques religieuses à Édith Piaf puisqu'elle avait vécu en dehors de l'Église, « en état de péché public ».
Maurice Feltin s'oppose[réf. nécessaire] à la doctrine de la guerre révolutionnaire (DGR) forgée par l'armée française[réf. nécessaire], considérant que la torture et l'assassinat d'opposants politiques vont à l'encontre de la religion catholique,[source insuffisante].

## Succession apostolique
Maurice Feltin a ordonné les évêques suivants :
- Évêque Odilon Fages (de), O.S.F.S. (1928)
- Cardinal Joseph-Marie-Eugène Martin (1940)
- Cardinal Louis-Jean-Frédéric Guyot (1949)
- Archevêque Marc-Armand Lallier (1949)
- Évêque Henri Alexandre Chappoulie (1950)
- Archevêque René-Louis-Marie Stourm (1951)
- Évêque Pierre Brot (1952)
- Cardinal Jean-Marie Villot (1954)
- Archevêque Jean-Édouard-Lucien Rupp (1955)
- Évêque Pierre-Marie Lacointe (1955)
- Évêque Jacques Le Cordier (1956)
- Évêque Camille-Antoine Chilouet (de), C.M. (1958)
- Évêque Henri-Louis-Marie Mazerat (1958)
- Évêque Charles-Marie-Jacques Guilhem (1959)
- Cardinal Pierre Marie Joseph Veuillot (1959)
- Évêque Jean-Marie-Clément Badré (1964)

Il prépare avec son coadjuteur, Pierre Veuillot, la fondation des nouveaux diocèses de Créteil, de Nanterre et de Saint-Denis, effective en 1966, peu avant sa démission.
Il meurt le 27 septembre 1975 au monastère des Annonciades de Thiais près de Paris et est enterré dans le caveau des archevêques de la cathédrale Notre-Dame de Paris.

## Distinctions
- Grand-croix de la Légion d'honneur (1er avril 1974)[20]
- Médaille militaire
- Croix de guerre 1914–1918 (4 citations)

## Dans la fiction
- 2002 : Jean XXIII: le pape du peuple, film de Giorgio Capitani, joué par Jacques Sernas.